# Daigoji

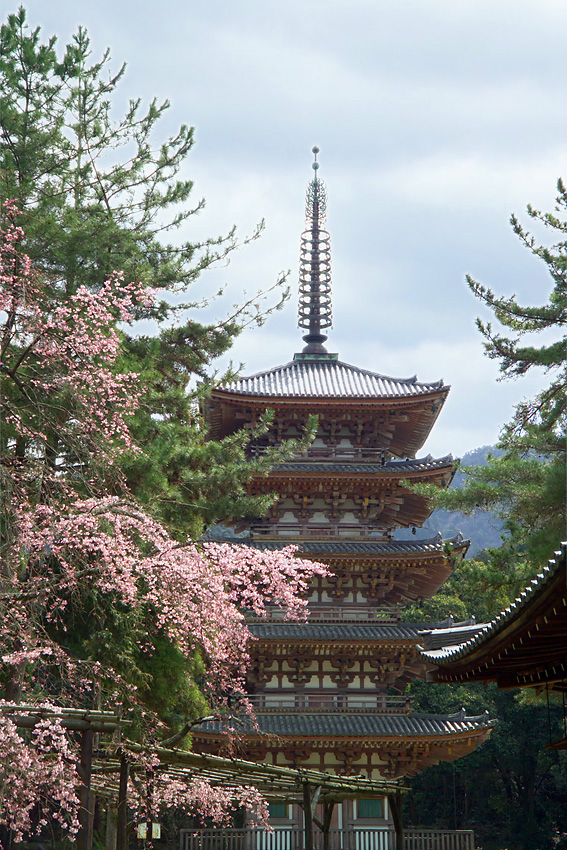
Daigoji

Daigo-ji (醍醐寺) är ett buddhistiskt tempel i Japan. Det är det allra äldsta bevarade templet och ligger i Kyoto, uppfört 952. Till de äldsta delarna hör den 22 meter höga pagoden i fem våningar. Templet är ett exempel på avancerad japansk byggnadskonst.
Daigo-ji är en del av historiska Kyoto som finns med på världsarvslistan.